# Pass Umbrail
Przełęcz Umbrail (niem. Umbrailpass, wł. Giogo di Santa Maria, romansz Pass da l'Umbrail) – przełęcz położona na wysokości 2503 m n.p.m., na granicy Szwajcarii (kanton Gryzonia) i Włoch (region Lombardia). Oddziela ona Alpy Livigno od Masywu Ortleru. Przełęcz Umbrail łączy szwajcarską miejscowość Santa Maria Val Müstair na północy (dystrykt Inn) z włoską miejscowością Bormio (Prowincja Sondrio) na południu. 
Po stronie włoskiej droga przebiegająca przez przełęcz łączy się z drogą na przełęcz Stelvio.

## Galeria

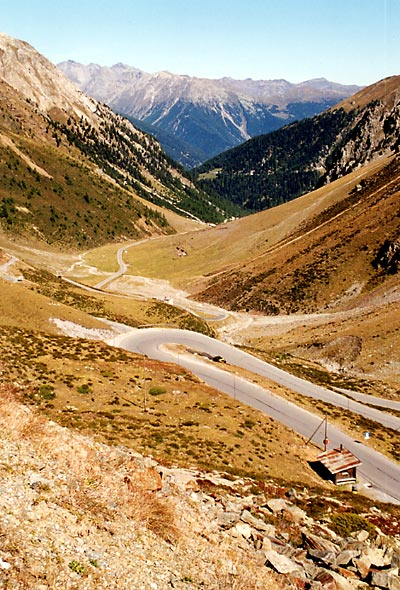
Droga na przełęcz po stronie szwajcarskiej
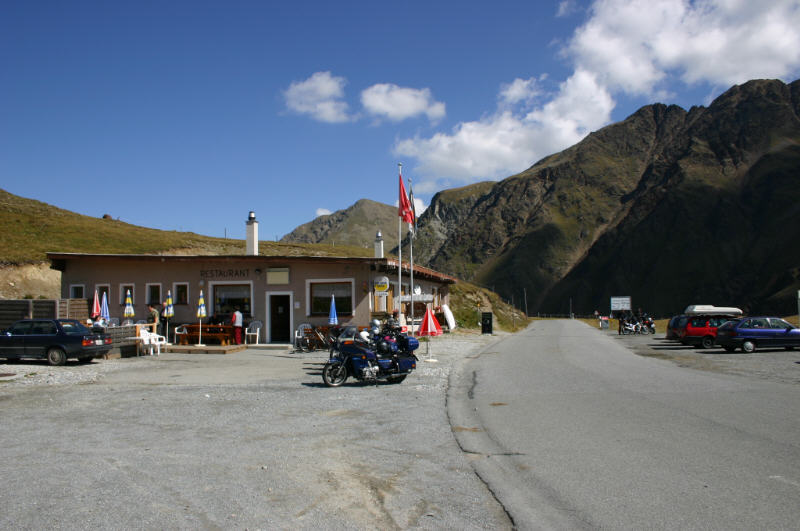
Przełęcz
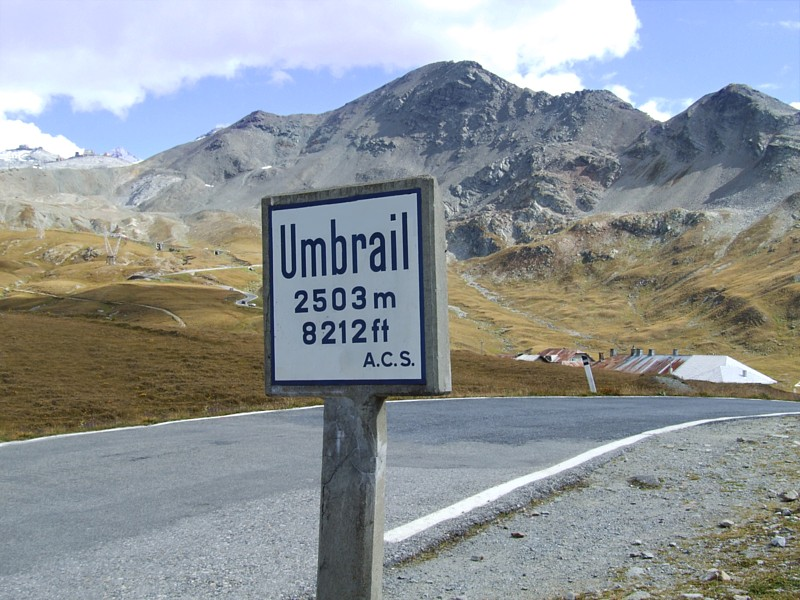
Znak informacyjny